# Рик Окасек
Рик Окасек (енгл. Ric Ocasek; Балтимор, 23. март 1944 — Њујорк, 15. септембар 2019) био је амерички певач, најпознатији као дугогодишњи члан групе The Cars.
Група Карс је постала популарна касних седамдесетих и почетком осамдесетих година прошлог века, са хитовима попут My Best Friend's Girl, Shake It Up и Drive. Први албум је издала 1978. године. Бенд су средином седамдесетих у Бостону основали Окасек и Бенџамин Ор, који су се упознали у средњој школи.
Након распада бенда крајем осамдесетих, започео је соло каријеру, али је радио и као продуцент за бендове попут Bad Religion и No Doubt.
Окасек је био ожењен манекенком Полином Поришковом. Пронађен је мртав у свом стану на Менхетну 15. септембра 2019. године.

## Дискографија
Соло албуми
- Beatitude (1982) - US #28[5]
- This Side of Paradise (1986) - US#31[5] AUS #24[6]
- Fireball Zone (1991)
- Quick Change World (1993)
- Negative Theater (1993)
- Troublizing (1997)
- Nexterday (2005)

Албуми групе The Cars
- The Cars (1978)
- Candy-O (1979)
- Panorama (1980)
- Shake It Up (1981)
- Heartbeat City (1984)
- Door to Door (1987)
- Move Like This (2011)